# 鲁恭

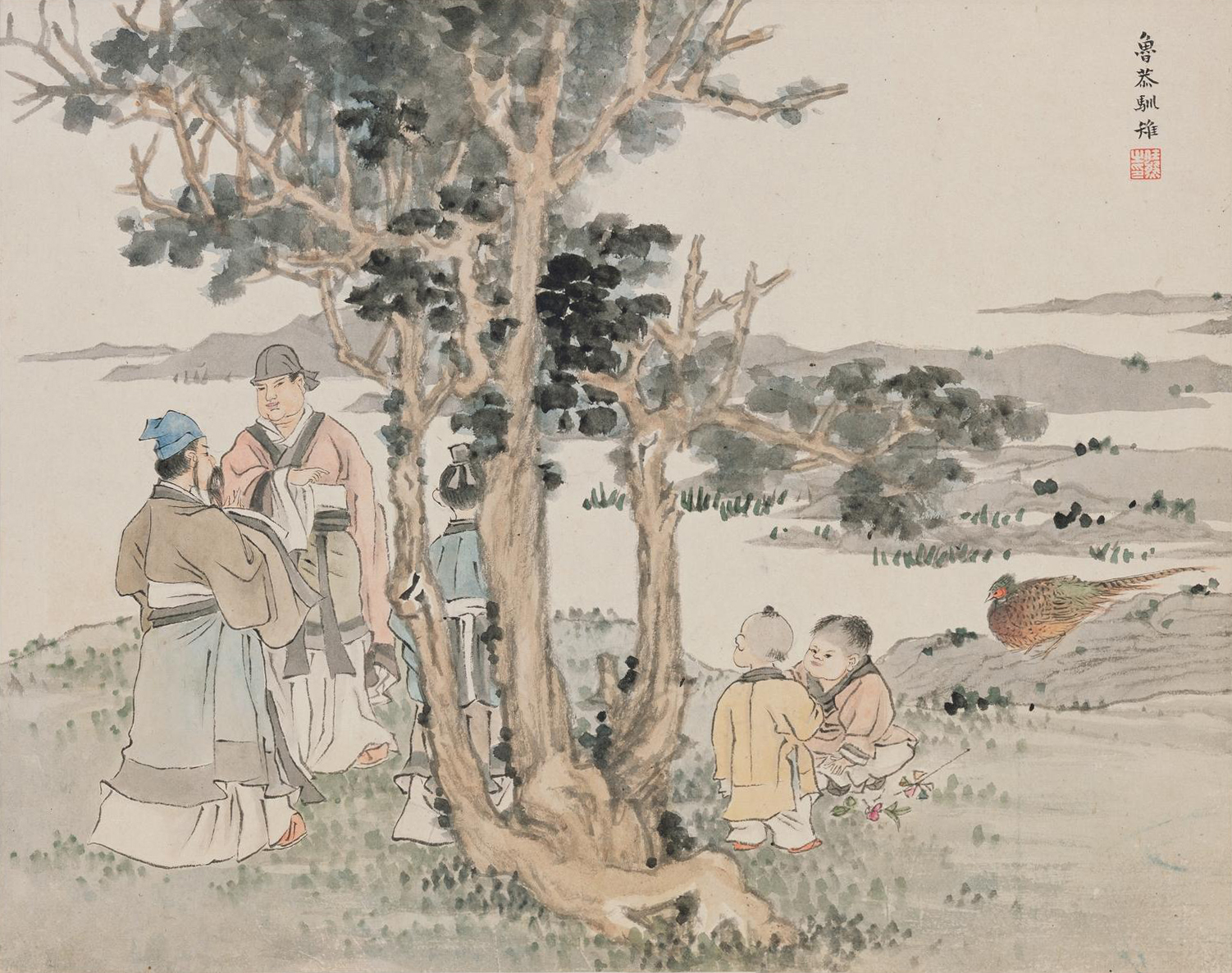
任熊绘鲁恭驯雉

鲁恭（32年—112年）。字仲康，东汉扶风郡平陵县（陕西省咸阳市西）人，东汉大臣。

## 生平
鲁恭少年居于太学，修习鲁诗，闭门讲诵。先后任郡吏，后来被太傅赵熹所征辟，参加白虎观会议。担任中牟县令。当时，天下断案执法不一，在县德化之治，不尚刑罚，政绩卓然。后来因为母丧去职，后来担任侍御史。汉和帝时，他请停止窦宪北击匈奴。担任鲁诗博士，跟他修习的人越来越多。任侍中、乐安国相。永元九年（97年），担任议郎，当年冬天，转任光祿勳。选举清平，不事权贵。永初元年（107年）冬，代替梁鲔为司徒，永初三年（109年）以年老有病免官。永初六年（112年），鲁恭去世卒于家，年八十一岁。

## 孙子
鲁馗，官至太仆，董卓迁都，从汉献帝西入关中。与王允同谋诛董卓。董卓部将李傕、郭汜入长安城，屯南宫掖门，杀太仆鲁馗、大鸿胪周奂、城门校尉崔烈、越骑校尉王颀。

## 传记文献
1. ↑  《三国志注·魏书六董二袁刘传第六》

## 延伸阅读
[在维基数据编辑]
 《後漢書/卷25》，出自范晔《後漢書》
 《東觀漢記》